# Péchaudier
Péchaudier es una comuna francesa situada en el departamento de Tarn, en la región de Occitania.

## Demografía
| 205 | 193 | 168 | 170 | 164 | 185 | 190 |
| Para los censos de 1962 a 1999 la población legal corresponde a la población sin duplicidades (Fuente: INSEE [Consultar]) |     |     |     |     |     |     |